# Doreen Meier
Doreen Meier (* 9. November 1968) ist eine deutsche Fußballtrainerin und ehemalige Fußballspielerin.

## Spielerkarriere

### Vereine
Maier begann 15-jährig in einer ins Leben gerufenen Frauen-Fußballmannschaft, die überwiegend aus Studentinnen bestand. Später gehörte sie der Hochschulsportgemeinschaft Universität Jena von 1987 bis 1990 als Stürmerin an. Ihre Punktspiele bestritt sie im Bezirk Erfurt, aus der ihr Verein 1989 und 1990 als Bezirksmeister hervorging und die Endrunde um die DDR-Meisterschaft zweimal als Viertplatzierter abschloss.
Nach der politischen Wende spielte sie von 1990 bis 1993 für den USV Jena – wie sich der Vorgängerverein fortan nannte – der 1991 aus der NOFV-Liga als letzter DDR-Meister hervorging und sich – gemeinsam mit dem Zweitplatzierten FC Wismut Aue – für die gesamtdeutsche, seinerzeit zweigleisige Bundesliga qualifizierte. Ihre Premierensaison in der Gruppe Nord endete mit dem Abstieg in die Regionalliga Nordost, in der sie eine Saison lang spielte.

### Nationalmannschaft
Meier wirkte im einzigen Länderspiel der DDR-Nationalmannschaft mit, die am 9. Mai 1990 im Karl-Liebknecht-Stadion im Potsdamer Stadtteil Babelsberg gegen die Nationalmannschaft der ČSFR vor etwa 800 Zuschauern mit 0:3 verlor.

## Trainerkarriere
Nach abgeschlossenem Studium in Jena begann sie im 1993 ein Referendariat in Kassel. Bis 1996 war sie als Spielertrainerin der TSG Wilhelmshöhe tätig und erwarb 1999 die A-Trainerlizenz.
Im Jahr 2000 nach Köln gelangt, trainierte sie nach der Winterpause 2001/02 bis 2005 den Bundesligisten SC 07 Bad Neuenahr. Am 15. Dezember 2006 schloss sie den Lehrgang zur DFB-Fußball-Lehrerin an der Deutschen Sporthochschule Köln erfolgreich ab und übernahm zu Beginn des Jahres 2008 den Zweitligisten TuS Köln rrh. als Nachfolgerin von Cheftrainer Dietmar Herhaus. Mit Auflösung der Frauenfußballabteilung des TuS Köln rrh. und dem geschlossenen Beitritt zu Bayer 04 Leverkusen am 5. Juni 2008, trainierte sie diesen Verein bis Saisonende 2011/12 zuletzt seit 2010 – Aufstieg bedingt – in der höchsten Spielklasse im deutschen Frauenfußball.

## Erfolge
- DDR-Meister 1991
- DDR-Bezirksmeister 1989, 1990
- Aufstieg in die Bundesliga 2010 (als Trainerin von Bayer 04 Leverkusen)

## Sonstiges
Seit 2012 trainiert sie Jugendliche an der Bonn International School im Stadtbezirk Bad Godesberg und ist zugleich Trainerin am DFB-Stützpunkt in Köln.